# Arturo Villone
Arturo Villone (Torino, 17 dicembre 1960) è un regista autore e vignettista radiotelevisivo italiano.
In attività dal 1976 ha contribuito allo sviluppo e alla modernizzazione dei generi radiofonici, e alla creazione di nuovi generi artistici come l'audiofumetto.

## Biografia
Dopo un primo periodo di attività in campo pubblicitario con la Fonit Cetra, diventa collaboratore RAI. Ha diretto negli anni trasmissioni con Piero Chiambretti, Luciana Littizzetto, Veronica Pivetti, Maria Amelia Monti, Oreste Lionello, Diego Abatantuono.
Ha collaborato agli spettacoli di Beppe Grillo e ha adattato in italiano i musical Jesus Christ Superstar, My Fair Lady e West Side Story. In particolare Jesus Christ Superstar, trasmesso da Radio 2 Rai la mattina del 1º gennaio 2000, è stato il primo Musical realizzato in Italia espressamente per la radio.
Sostenitore assieme a Diego Cugia dell'evoluzione del vecchio Radiodramma in Radiofilm, ha curato per Radio 2 la regia degli sceneggiati Diabolik (2000-2004) con Luca Ward, La furia di Eymerich (2001) di Valerio Evangelisti con Luca Biagini, Mata Hari  (2003), Giovanna d'Arco (2005) e Jolanda, la figlia del Corsaro Nero (2006) con Veronica Pivetti.
Lo sceneggiato Diabolik ha ricevuto nel 2001 il riconoscimento speciale del Prix Italia ed è riportato su Le Garzantine come primo esempio di radiofumetto italiano.
Ha realizzato nel 2002 il primo audiofumetto su CD per conto della casa editrice Astorina, Diabolik, il Re del Terrore. Si tratta della prima avventura del personaggio di Angela e Luciana Giussani, rivisitata come "avventura sonora". Il CD è stato ristampato nel febbraio 2009 dalla Gazzetta dello Sport.
Ha collaborato periodicamente con il mensile Millecanali come esperto di Format radio. Ha scritto canzoni e realizzato videoclip per la rockband Le Rivoltelle.
Nel 2007 e 2008 ha diretto per Radio Monte Carlo la trasposizione radiofonica del programma televisivo di Piero Chiambretti Markette.
Nel 2010-2025 ha diretto per Radio 2 le trasmissioni Chiambrettopoli, Chiambretti ore 10, Chiambretti Spray e Asino chi non legge con Piero Chiambretti, Italia150.BAZ con Marco Bazzoni (Baz), Mediterroni con Diego Abatantuono, Attenda in linea con Max Laudadio, Besame mucho, Mai sognato, Yes Weekend con Carolina Di Domenico e Pierluigi Ferrantini, Mamma Non Mamma con Federica Cifola e Francesca Fornario, Ovunque6 con Natascha Lusenti, Sere d'Estate e Notti d'Estate con Andrea Santonastaso, Siesta, CaterEstate con Saverio Raimondo e la diretta del Festival di Sanremo 2011, 2013 e 2014.
Nello stesso periodo per Mediaset è stato consulente musicale di Chiambretti Night, Chiambretti Sunday Show e coautore in Chiambretti Supermarket e Grand Hotel Chiambretti. Dal 2016 è stato grafico/vignettista di Matrix Chiambretti, Scherzi a parte e La TV dei 100 e uno su Canale 5, di CR4 - La Repubblica delle Donne su Rete 4 e di Tiki Taka su Italia 1, Donne sull'orlo di una crisi di nervi e Fin che la barca va su Rai 3.